# Tim Swaen
Tim Swaen né le 28 août 1991 aux Pays-Bas, est un joueur de hockey sur gazon néerlandais. Il évolue au poste de défenseur au HC Bloemendaal et avec l'équipe nationale néerlandaise,.
Il a fait ses débuts en équipe nationale contre la Belgique le 28 novembre 2021 lors de la 3ème saison de la Ligue professionnelle de hockey sur gazon 2021-2022,.